# 乩
【乩】 — китайський ієрогліф.  Дуже рідко використовується на письмі в японській мові.

## Значення
1. ворожити (стилосом на піску, насипаному на підніс).
2. ворожіння.
3. думати; думання.

Ключ: 5 (乙 + 5);  Кількість рисок: 6.
Введення ієрогліфа методом цанзє: X卜口山 (XYRU), 卜口山 (YRU); Введення ієрогліфа чотирикутним методом: 22610. .

## Прочитання
| Китайська         |                   |                   |                   |                 |                 |
| Мандаринська мова | Мандаринська мова | Мандаринська мова | Мандаринська мова | Кантонська мова | Кантонська мова |
| чжуїнь            | піньїнь           | Вейд-Джайлз       | кирилиця          | ютпхін          | Єль             |
| ㄐㄧ              | jī (ji1),         | chi1              | цзі               | gei1            | gei1            |

| Корейська |         |               |              |         |           |
|           | хангиль | стара латинка | нова латинка | Єль     | кирилиця  |
| Звук:     | 계      | kye           | gye          | kyey    | кє        |
| Назва:    | 점칠    | chômch'il     | jeomchil     | cemchil | чонмчхіль |

| Японська |                   |               |               |
|          | кана              | латинка       | кирилиця      |
| Он:      | けい              | kei           | кей           |
| Кун:     | うらなう うらない | uranau uranai | уранау уранай |
| Ім'я:    | —                 | —             | —             |